# Xã Eagle, Quận Hancock, Ohio
Xã Eagle (tiếng Anh: Eagle Township) là một xã thuộc quận Hancock, tiểu bang Ohio, Hoa Kỳ. Năm 2010, dân số của xã này là 1.084 người.